# Rossella lychnophora
Rossella lychnophora är en svampdjursart som beskrevs av Schulze och James Barrie Kirkpatrick 1910. Rossella lychnophora ingår i släktet Rossella och familjen Rossellidae. Inga underarter finns listade i Catalogue of Life.